# Amiga Lore
Amiga Lore (также abime.net) — веб-портал и сообщество, занимающиеся архивированием и каталогизацией материалов, связанных с компьютерами платформы Amiga, популярными на рубеже 1990-х годов. Портал создан в 2001 году на основе материалов сообщества, собираемых с 1998 года.
В состав портала входят несколько сайтов, посвящённых различным тематикам. В их число входят архив компьютерных игр Hall of Light, архив журналов Amiga Magazine Rack, форум сообщества English Amiga Board, вики-ресурс и другие.

## Hall of Light
Hall of Light является интернет-сайтом, входящим в состав ресурсов Amiga Lore. Этот сайт начал работу в мае 2001 года и изначально ресурс был создан как попытка каталогизации всех материалов коммерческих игр, выходивших для компьютера Commodore Amiga. Впоследствии в 2002 году сайт перешёл в abime.net.
Целью ресурса является сбор и объединение информации, связанной с играми на домашнем компьютере Amiga, получившим большую популярность в конце 1980-х и начале 1990-х годов. Сайт включает в себя метаданные об играх, это их обложки, игровые изображения, высококачественные копии файлов и другие материалы. Ресурс работает совместно с Amiga Magazines Rack, где хранятся обзоры игровой прессы, а хранимая информация об играх связывается со статьями этого ресурса. Хотя сайт содержит программы эмуляции компьютера Amiga, но образы игр предоставляются в виде ссылок на другие сайты, где они хранятся, например на Lemon Amiga.
По мнению обозревателей, несмотря на то, что Hall of Light поддерживается сообществом любителей платформы и не является коммерческим, сайт выполнен на профессиональном уровне, и включает в себя базу данных и поисковую систему, позволяющую удовлетворять запросы посетителей. На апрель 2015 года база данных сайта содержала 5643 игры.

## Amiga Magazines Rack
Amiga Magazines Rack является сайтом, где каталогизируются статьи и журналы, связанные с компьютерами платформы Amiga. На сайте хранятся сканированные копии журналов игровой прессы, которые выходили в 1980-х и 1990-х годах. Вместе с тем на Amiga Magazines Rack имеется индексация статей по той или иной тематике (например, по названиям компьютерных игр).
В ретроспективе данные журналы рассматриваются как исторический ресурс, который позволяет понять, как менялось отношение к играм исторически в течением времени. В этом отношении например для музыки у игроков менялись ожидания относительно повторяемости мелодий, их продолжительности, возможности найстройки, качества звука и др.